# Jerzy Klocman
Jerzy Klocman, dawn. Jeremiasz Klocman (ur. 5 sierpnia 1873 w Lublinie, zm. 7 października 1937 w Łodzi) – polski inżynier, wiceprezydent Łodzi, polski działacz społeczny i polityczny pochodzenia żydowskiego. 

## Życiorys
Urodził się w zasymilowanej rodzinie żydowskiej. Był synem Jakuba (ur. 10 lutego 1845) i Justyny Lichtenfeld (24 marca 1846 Lublin – 29 lipca 1927 Łódź). Pierwotnie używał imienia Jeremiasz.
Po ukończeniu w 1892 r. gimnazjum rządowego męskiego w Łodzi wyjechał na studia na politechnice w Berlinie.
Po uzyskaniu dyplomu inżyniera wrócił do Łodzi i pracował jako prokurent i inżynier ruchu w fabryce włókienniczej Stefana Barcińskiego „Przemysł Wełniany S. Barciński i S-ka” przy ul. Tylnej w Łodzi.
Należał do sympatyków Polskiej Partii Socjalistycznej.
W czasie I wojny światowej wchodził w skład Komitetu Obywatelskiego m. Łodzi (1914 – 1915). 
Podczas wyborów do Rady Miejskiej w Łodzi w 1917 r. był jednym z inicjatorów niepodległościowego Bloku Radykalno-Demokratycznego, z ramienia którego kandydował na radnego (lista Radykalno-Demokratycznego Komitetu Wyborczego) i był przez jedną kadencję (1917–1919) członkiem Rady Miejskiej i ławnikiem Magistratu. 
Był też wiceprezydentem Łodzi (1 czerwca 1920 – 1 lutego 1921). Po ustąpieniu z tego stanowiska wchodził w skład zarządu Towarzystwa Krzewienia Oświaty (TKO). 
Należał do Stowarzyszenia Techników. 
Był członkiem Rady Nadzorczej Gazowni Łódzkiej (17 kwietnia 1920 – 17 maja 1922) oraz jej przewodniczącym (8 czerwca 1922 – 26 lipca 1923). 
Był przewodniczącym Komisji Rewizyjnej Rady Przybocznej przy Tymczasowym Prezydencie m. Łodzi.
W 1937 r. mieszkał przy ul. J. Kilińskiego 179/181. 
Był człowiekiem idei i czynu... [...] Mawiał zawsze, że należy do tych obywateli, którzy z państwa nic nie czerpią dla siebie, a chętnie oddadzą mu wszystkie siły, zasoby i życie... (Aleksy Rżewski). 
Zmarł  7 października 1937 r. w Łodzi. 
Żonaty z Chają z Chmielewskich, I voto Rueff, z którą miał córkę Janinę Ludwikę (ur. 23 lutego 1906).